# Windir
Windir var ett norskt folklore-black metal-band från Sogndal, som bildades 1994. Bandet upplöstes efter att Terje "Valfar" Bakken dog i hypotermi 14 januari 2004. Bandets låttexter handlar om historia, vikingar, krig, misantropi och myter. Låttexterna är inte bara skrivna på norska, utan de är skrivna på en gammal version av den lokala dialekten sognamål.

## Historia

### Grundandet
Bandet Windir bildades 1994 av Terje "Valfar" Bakken. Bakken hade innan han bildade sitt eget band spelat i ett par death metal- och black metal-konstellationer. Hans vision om Windir var att det skulle vara ett enmansprojekt, för att han inte ville att någon skulle blanda sig i hans musikaliska vision. Han spelade in två demos mellan åren 1995–1996, "Sognariket" och "Det gamle riket". Dessa två demos fick bra recensioner i black metal-subkulturen, som ledde till att ett antal skivbolag ville skriva kontrakt med bandet. 

### Debutalbum
Windir skrev kontrakt med det norska skivbolaget Head not found, det andra halvåret av 1996, för två fullängdsalbum. Debutalbumet "Soknardalr" spelades in i januari 1997 i Oslo och gavs ut i april samma år. Hela inspelningen var klar på fyra dagar. Men produktionen visade sig vara väldigt bra med sitt bistra och mörka ljud. "Soknardalr" visade briljant tonsättande och en uppfriskande originalitet, med dess mixande av grova black metal- och episka folkmelodier. Bakken stod själv för alla instrument förutom trummorna som Jørn "Steingrim" Holen skötte. Albumet fick positiva recensioner och sålde över 2 000 exemplar inom ett år.

### Andra albumet
Bakken började genast, efter skivsläppet av "Soknardalr", att skriva på nytt material för ett andra fullängdsalbum. Inspelningen av det andra albumet, "Arntor", skedde i Grieghallen studios i Bergen augusti till oktober 1998. Producenten Pytten som tidigare producerat album för band som Emperor, Immortal, Burzum och Mayhem skötte ljudtekniken på albumet. Denna gången bestämde Bakken att använda ett flertal session-musiker, eftersom den komplexa musiken behövde perfektion för att göra rättvisa åt materialet. Bakken stod ändå för sången, rytm-gitarren, basen, klaviaturen och dragspelet. "Arntor" gavs ut på våren/sommaren 1999, och i resten av världen gavs albumet ut på hösten samma år. Folklore-influensen blev mycket större på albumet "Arntor". Det betydde inte att musiken blev mjukare, musiken på albumet blev utan tvivel mer aggressiv. Responsen som Windir fick i och med det andra albumet var överväldigande. Albumet såldes i över 4 000 exemplar världen över.

### Tredje albumet
I och med att Windirs tredje fullängdsalbum, "1184", gavs ut i oktober 2001, skapades ett nytt kapitel för Windir. Enmansprojektet presenterades nu som ett band. Bakken jobbade under stor press när han skrev materialet för "1184". Hans filosofi var alltid att uppnå mer och skapa musik av total perfektion. Även om Bakken kände att det fanns progression, tyckte han att det var något som saknades. Svaret blev att slå ihop sig med Jarle "Hvàll" Kvåle och hans band Ulcus, som också är ifrån Sogndal. Bakken hade vuxit upp med medlemmarna från Ulcus så hopslagningen skulle inte vara ett problem när de delade samma mentalitet och idéer. Bakken och Hvàll komponerade separat inför "1184", men materialet blev producerat tillsammans för att få liknande ljud. Det tredje fullängdsalbumet tog emot stående ovationer från både kritiker och fans. De gamla fansen tycktes inte heller ha något problem med mottagandet av den nya musiken. På albumet "1184" skrevs låttexterna på både sognamål och engelska, dels ville Windir nå ut till en bredare publik men också försöka få ett bredare spektra inom musiken.

### Fjärde albumet
Windirs fjärde fullängdsalbum, "Likferd" gavs ut den 27 mars 2003. Gruppen fick även denna gång positiva recensioner av pressen. Det såg riktigt bra ut för Windir, men den 14 januari 2004 gick Bakken till fots till sin familjs ensliga stuga vid Fagereggi och kom aldrig fram. Hans oroliga familj kontaktade den lokala polisen som organiserade en sökgrupp. Den 17 januari 2004 hittades Valfars kropp vid Reppasølen i Sognadaldalen. Man fastställde att han hade blivit överraskad av vädret och den djupa snön och försökt vända tillbaka hem, men dött av hypotermi. Detta blev slutet för Windir och de kvarvarande bandmedlemmarna ordnade en hyllningskonsert för sin bortgångne ledare, samt gav ut ett samlingsalbum, "Valfar, Ein Windir".

## Medlemmar

### Senast kända banduppsättning
- Valfar (Terje Bakken) – gitarr, basgitarr, keyboard (1994–1999), sång, dragspel (1994–2004; död 2004)
- Steingrim (Jørn Holen) – trummor (1994–2001 session, 2001–2004)
- Hvàll (Jarle Kvåle) – basgitarr (2001–2004)
- Strom (Stian Bakketeig) – sologitarr (2001–2004)
- Sture (Sture Dingsøyr) – rytmgitarr (2001–2004), sång (2004)
- Righ (Gaute Refsnes) – keyboard (2001–2004)

### Tidigare medlemmar
- Sorg – gitarr (1994–1996)

### Gästmusiker
- Ulvar (Gerhard Storesund) – bakgrundssång på Det Gamle Riket
- Annette – bakgrundssång på Det Gamle Riket
- Steinarson – klar sång på Sóknardalr och Arntor
- I. R. Aroy – sologitarr på Arntor
- B. T. Aroy – keyboard på Arntor
- Harjar – sologitarr på Arntor
- Cosmocrator (André Søgnen) – klar sång på 1184, Likferd och SogneMetal (Mindgrinder, Source of Tide, Scum (Nor))
- Vegard Bakken – sång påSognaMetal (Vegard är bror till Valfar)

## Diskografi
Demo
- 1994 – Sogneriket
- 1995 – Det Gamle Riket

Studioalbum
- 1997 – Sóknardalr
- 1998 – Arntor
- 2001 – 1184
- 2003 – Likferd

Annat
- 2004 – Valfar, ein Windir (samlingsalbum/hyllning till Valfar)

Video
- 2005 – SognaMetal (DVD)